# Abbazia di Tintern

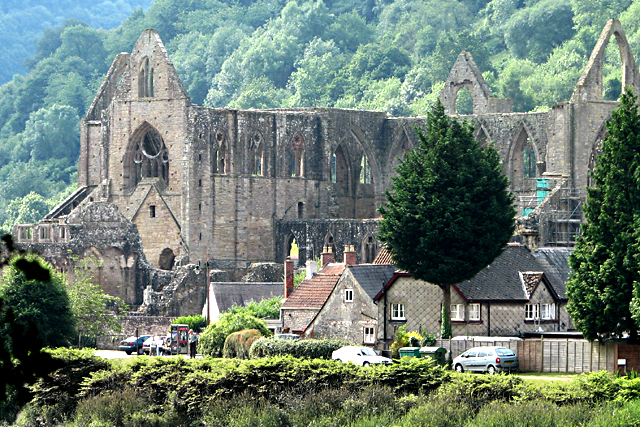
Tintern (Galles): le rovine dell'abbazia

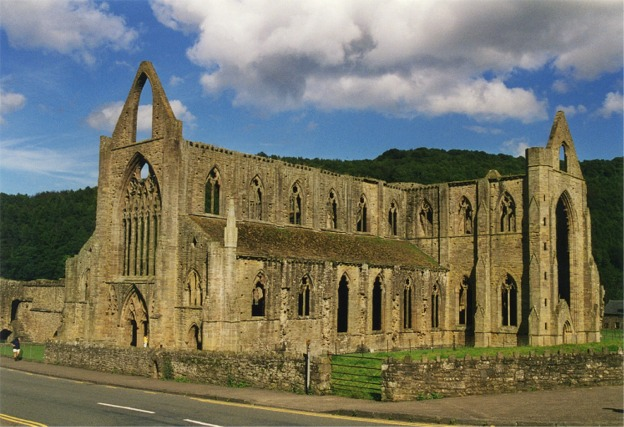
L'edificio principale dell'abbazia

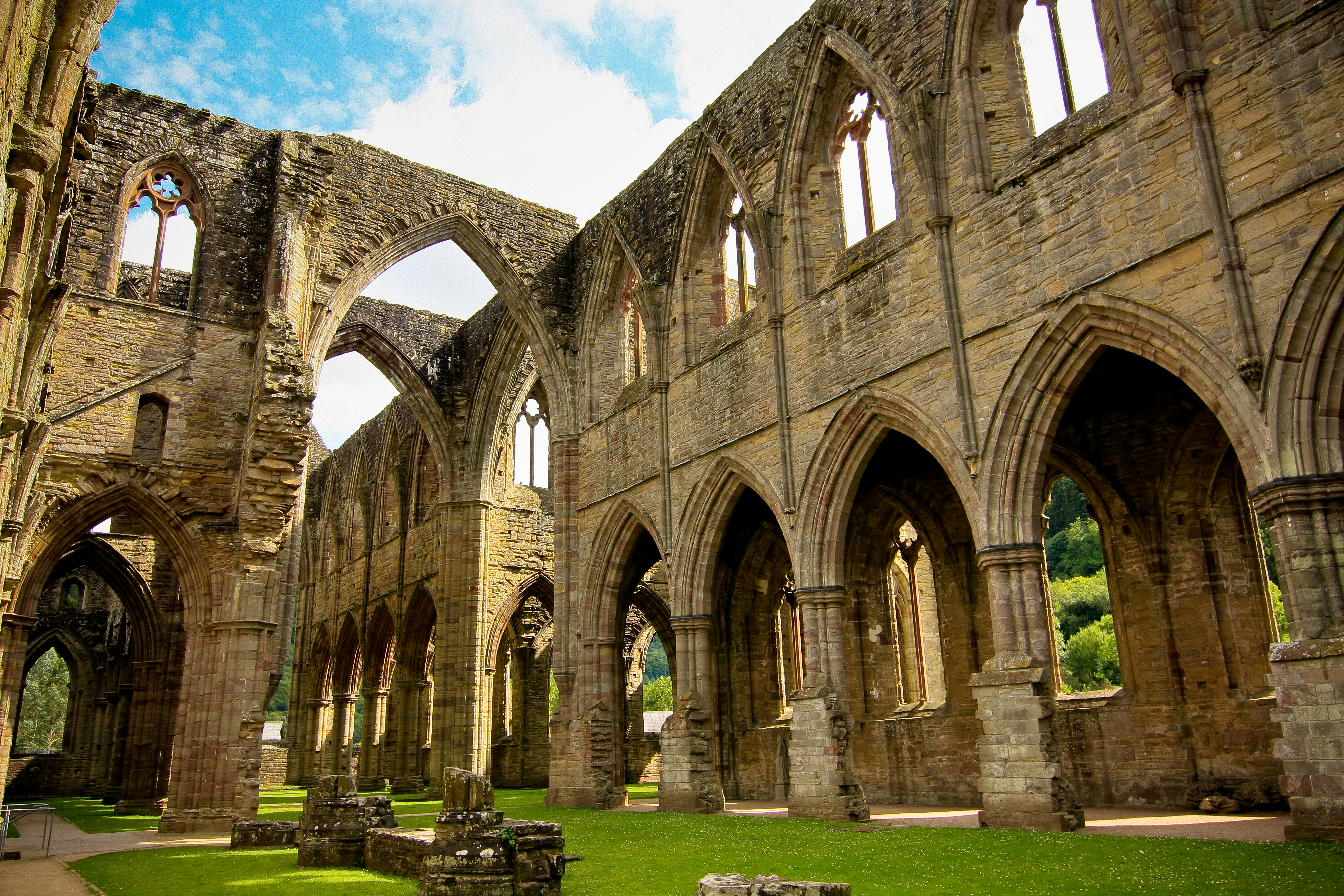
Arcate dell'abbazia

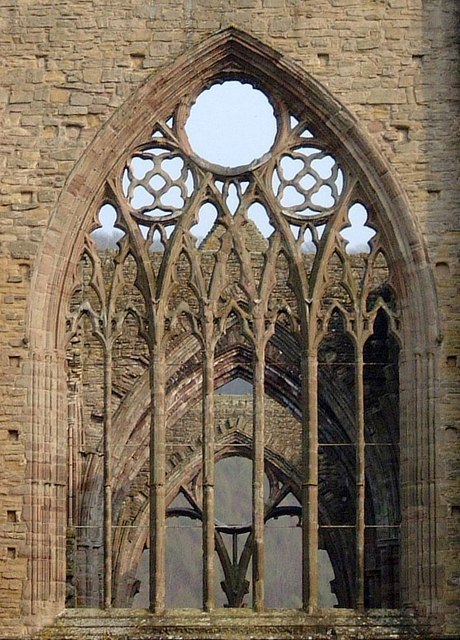
Una finestra dell'abbazia

L'abbazia di Tintern (in inglese: Tintern Abbey, da non confondere con l'omonima abbazia irlandese; in gallese: Abaty Tyndyrn) è un'abbazia cistercense in rovina del villaggio di Tintern, nel Monmouthshire (Galles sud-orientale), costruita tra il 1131 e il 1536, anche se gran parte dell'edificio rimasto risale alla fine del XIII secolo-inizio del XIV secolo.
Si tratta della prima abbazia cistercense costruita in Galles e della seconda in assoluto in Gran Bretagna, pur non avendo quasi mai rivestito un ruolo storico significativo. Si tratta inoltre di un raro esempio di abbazia di cui molte parti sono rimaste conservate pressoché intatte dopo la chiusura dei monasteri.
L'edificio è ora di proprietà del Cadw.

## Ubicazione
L'abbazia si trova nell'estremità meridionale del villaggio di Tintern, lungo il corso del fiume Wye.

## Caratteristiche
I principali edifici del monastero si trovano in un'area di 11 ettari.
L'abbazia è decorata con grandi finestre gotiche.
|  |  |

## Storia
L'abbazia fu fondata il 9 maggio 1131, ovvero durante il regno di Enrico I d'Inghilterra, dal monaco cistercense Walter de Clare come abbazia "sorella" del monastero francese L'Aumône.
Tra il 1270 e il 1301, per volere di Roger Bigod III, proprietario del vicino Castello di Chepstow, fu ricostruita la chiesa abbaziale. In onore di Bigod le vetrate dell'abbazia furono decorate con il suo stemma.
Dopo la ricostruzione, l'edificio ospitava circa 400 monaci, in gran parte però decimati con la Peste Nera del 1348-1349.
Il 3 settembre 1536 l'edificio cadde nelle mani dei soldati di Enrico VIII, che ne sancirono la chiusura.
Nel 1760 fu intrapresa un'opera di recupero del sito, che permise l'accesso ai visitatori..
|  |

## L'abbazia di Tintern in letteratura
- All'abbazia di Tintern è dedicata la celebre poesia di William Wordsworth (1770-1850) Lines Written a Few Miles above Tintern Abbey, comunemente nota come Tintern Abbey.[3][5][7][8][9][10]

## L'abbazia di Tintern nell'arte
- L'abbazia di Tintern è immortalata in numerosi dipinti del pittore William Turner (1775-1851)[11][12]
- L'abbazia di Tintern è stato il set del video degli Iron Maiden per la canzone Can I Play with Madness
- All'abbazia di Tintern è dedicato un brano per solo piano, intitolato "Monastico", del compositore inglese Leonard Butler